# Дамсгаген
Дамсгаген (нім. Damshagen) — громада в Німеччині, розташована в землі Мекленбург-Передня Померанія. Входить до складу району Північно-Західний Мекленбург. Складова частина об'єднання громад Клютцер-Вінкель.
Площа — 38,43 км2. Населення становить 1343 ос. (станом на 31 грудня 2020).

## Галерея

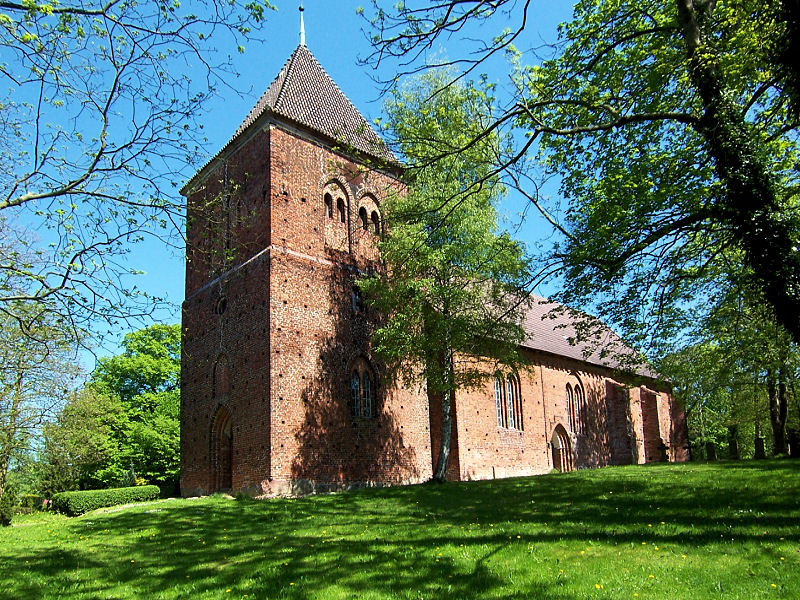
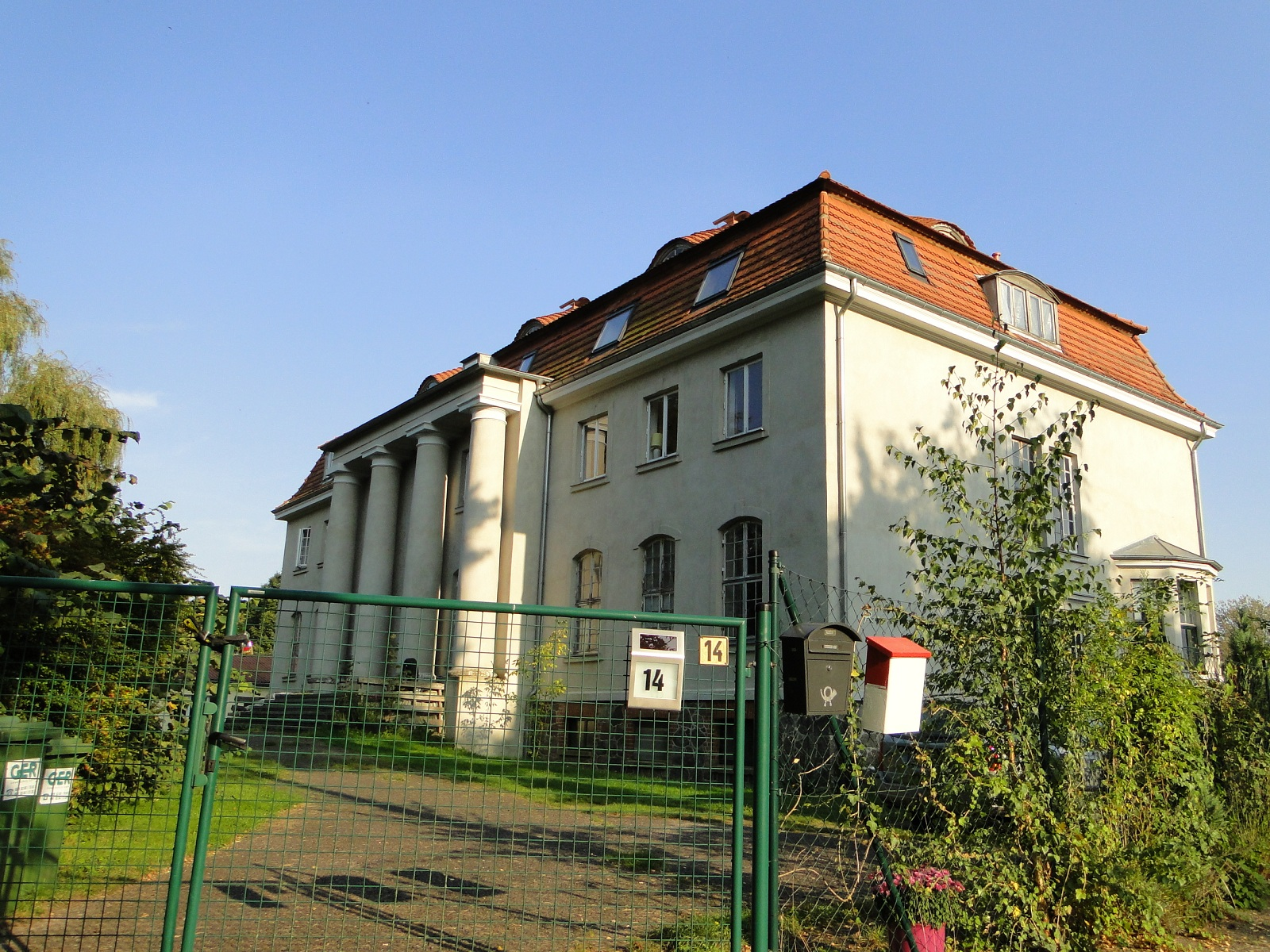
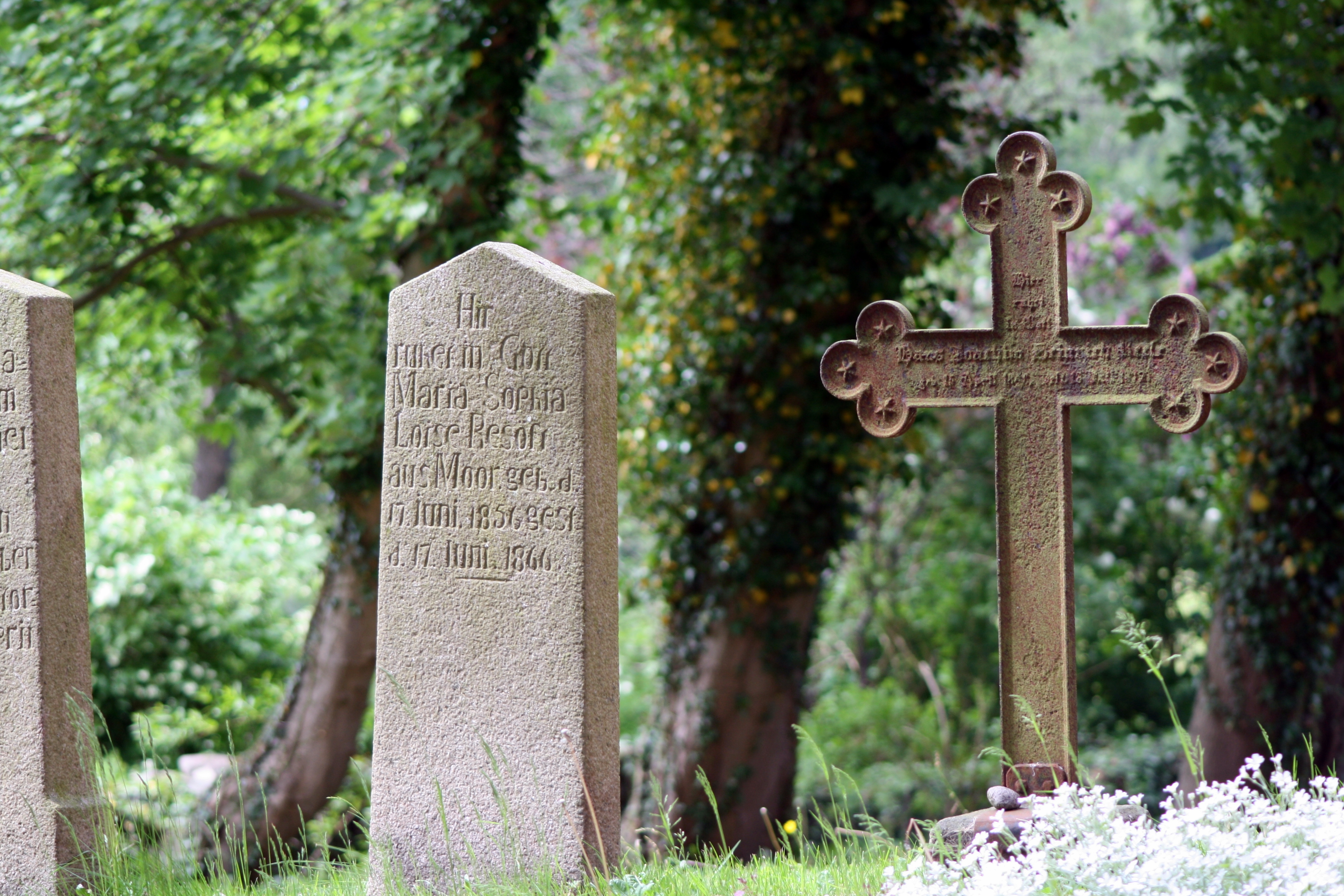
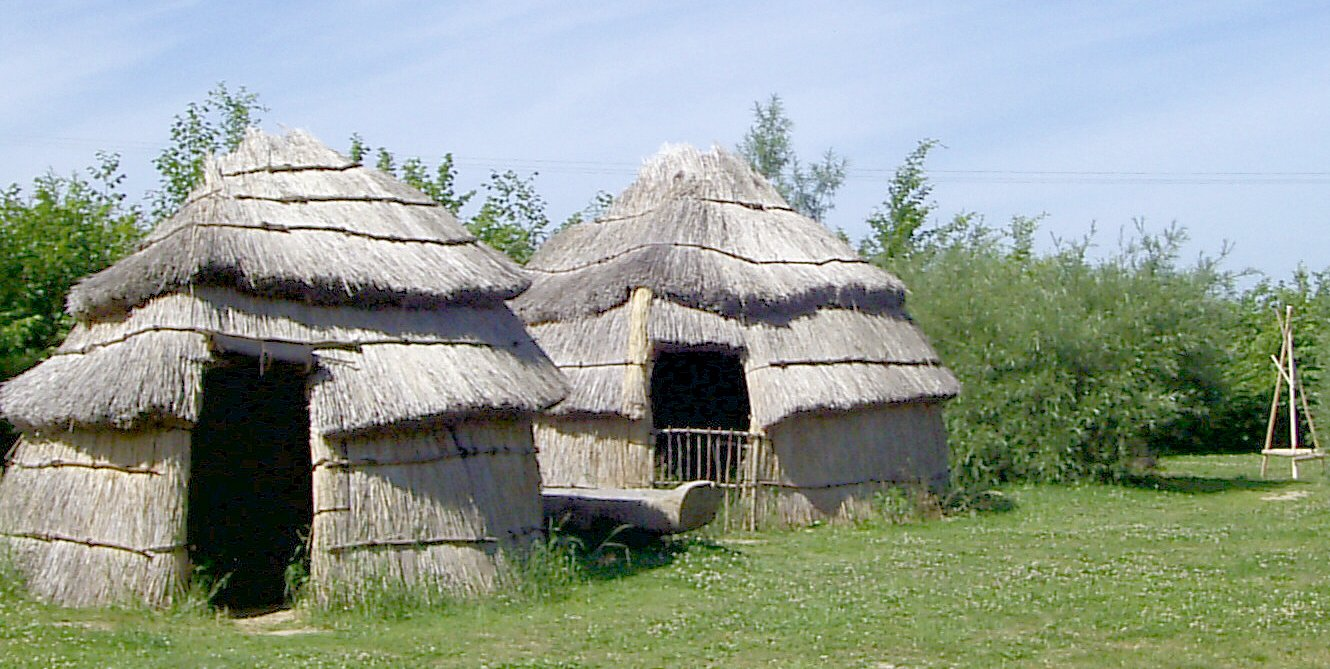